# Steam Deck
De Steam Deck is een draagbare spelcomputer die is ontwikkeld door Valve. De handheld werd uitgebracht op 25 februari 2022.

## Beschrijving
De Steam Deck is een handheld console die op 15 juli 2021 werd gepresenteerd in samenwerking met IGN. Klanten konden vanaf 16 juli van dat jaar een vooruitbestelling plaatsen. De levering van de consoles wordt, afhankelijk van het gekozen model, verwacht tussen februari 2022 en medio 2022.
Naast draagbaar gebruik is het mogelijk om de Steam Deck in een dockingstation te gebruiken. Hiermee kan men via een beeldscherm of televisie een beeldresolutie verkrijgen van 4K tot maximaal 8K. Valve gaf aan dat er verder geen andere verschillen zijn tussen de draagbare en gedockte modus.
Het besturingssysteem heet SteamOS en is op Arch Linux gebaseerd. Het grootste deel van de Steam-bibliotheek moet ook op Linux kunnen worden afgespeeld via de speciaal ontwikkelde Proton-compatibiliteitslaag. Men verwacht de meeste compatibiliteitsproblemen van sommige games te hebben opgelost en gaat spellen voor zijn Steam Deck Verified-gids van een label voorzien.

## Technische gegevens
De Steam Deck bevat een aangepaste AMD Zen 2-processor met 4 cores, 8 threads en een variabele klokfrequentie tussen 2,4 en 3,5 GHz met een capaciteit van 1,6 teraflops. De grafische processor (GPU) draait op een klokfrequentie tussen 1,0 en 1,6 GHz.
Het apparaat wordt geleverd in drie modellen op basis van de interne opslagopties. Het basismodel zal 64 GB eMMC-opslag bevatten. Het middenmodel zal 256 GB opslagruimte bevatten via NVMe SSD-opslag, terwijl het topmodel een 512 GB NVMe SSD-opslageenheid zal bevatten. Extra opslagruimte is beschikbaar via een microSD-kaartsleuf die ook microSDXC- en microSDHC-formaten ondersteunt.

### Overzicht
- Processor: AMD Zen 2 met 4 cores en 8 threads (2,4-3,5 GHz)
- Grafische processor: AMD RDNA 2 (1,0-1,6 GHz)
- Werkgeheugen: 16 GB LPDDR5
- Opslagruimte
  - Basismodel: 64 GB eMMC
  - Middenmodel: 256 GB NVMe SSD
  - Topmodel: 512 GB NVMe SSD
- Beeldscherm: lcd-aanraakscherm
  - diameter: 17,8 cm (7 inch)
  - resolutie: 1280 × 800 pixels
  - In het dock: 4K (120 fps) of 8K (60 fps)
- Connectiviteit: Bluetooth 5.0, Wi-Fi 802.11a/b/g/n/ac, USB-C-poort met USB 3.2 en DisplayPort 1.4, hoofdtelefoon
- Verwisselbare opslag: microSD/SDXC/SDHC
- Besturingssysteem: SteamOS 3.0
- Batterij: 40 Wh lithium-ion-accu
- Afmetingen: 298 mm × 117 mm × 49 mm (l×b×h)
- Gewicht: 669 gram

## Ontvangst
De spelcomputer werd positief ontvangen. Men vergeleek de Steam Deck al snel met de Nintendo Switch, een vergelijkbare handheld met eveneens een dockingstation, maar ontwikkelaar Valve gaf aan dat men dit in het ontwerpproces niet voor ogen had. Kotaku zei dat ondanks de Switch en Steam Deck qua concept op elkaar lijken, beide bedoeld zijn voor een verschillend publiek.